# ピアノソナタ第8番 (プロコフィエフ)
ピアノソナタ第8番 変ロ長調 作品84は、セルゲイ・プロコフィエフが作曲したピアノソナタ。「戦争ソナタ」の1曲として有名な作品である。

## 概要
プロコフィエフは生涯で未完成および習作を除くとピアノソナタを9曲（あるいは10曲）残しているが、中でも第6番から第8番に至る3曲の「戦争ソナタ」は、プロコフィエフのピアノソナタの中でも演奏されることの多い作品であり、円熟の絶頂にあった時期に生まれた傑作である。
「戦争ソナタ」の最後の作品である第8番は、1934年から1944年にかけて作曲された。第7番が厳しい構成や無調的な性格を示しているのに対して、第8番は抒情的でマイルドといえる性格を特色としており、前作とはかなり対照的な作品になっている。
1944年12月30日にエミール・ギレリスによってモスクワで初演された。プロコフィエフの妻ミーラ・メンデリソンに献呈されている。

## 構成
全3楽章の構成。演奏時間は約30分。
- 第1楽章 アンダンテ・ドルチェ－アレグロ・モデラート－アンダンテ－アンダンテ・ドルチェ・コメ・プリマ－アレグロ
この楽章は長く約15分を要するが、やや変則的なソナタ形式による楽章で、第1主題と第2主題だけでなく、他の旋律のどれもが抒情的な性格を示している。
- 第2楽章 アンダンテ・ソニャンド
自由な変奏曲形式による緩徐楽章。8小節の主題とそれに基づく3つの変奏曲から構成されている。この楽章はスラヴ舞曲を思わせるが、一方ではメヌエット風な音楽といえる。
- 第3楽章 ヴィヴァーチェ－アレグロ・ベン・マルカート－アンダンティーノ－ヴィヴァーチェ
華麗なコーダが付加された典型的なロンド形式によるフィナーレ。A－B－A－C－A－B－A－コーダ という構造を呈している。この楽章は、多様な音楽的内容が光彩を放っている。